# DKMS
Die DKMS in Deutschland (ehemals Deutsche Knochenmarkspenderdatei) ist eine gemeinnützige Organisation, die als DKMS Donor Center gGmbH mit Sitz in Tübingen firmiert. Haupttätigkeitsfeld ist die Registrierung von Stammzellspendern, mit dem Ziel, weltweit Blutkrebspatienten mit einer Stammzelltransplantation eine Heilung zu ermöglichen.
Unter dem Dach der DKMS Stiftung Leben Spenden arbeitet die DKMS Donor Center gGmbH als Tochtergesellschaft der DKMS Group gGmbH zusammen mit der DKMS Registry gGmbH, der DKMS Life Science Lab gGmbH, der DKMS Collection Center gGmbH und der DKMS Stem Cell Bank gGmbH. International ist die DKMS neben Deutschland mit Standorten in den USA, Polen, UK, Chile, Indien und Südafrika vertreten und arbeitet weltweit mit Stammzellspenderdateien und Registern zusammen, um gemeinsam die Situation für Patienten zu verbessern sowie diesen Zugang zu Therapien zu verschaffen.

## Geschichte
Nachdem 1990 Mechtild Harf an Leukämie erkrankt war, gründete ihr Ehemann, der Manager Peter Harf, die Initiative Hilfe für Leukämiekranke. Er organisierte öffentliche Registrierungsaktionen, bei denen sich innerhalb weniger Monate 20.000 Spender eintragen ließen. Bis dahin hatten sich in Deutschland nur etwa 3.000 potenzielle Stammzellspender registrieren lassen; in anderen Ländern lag die Zahl deutlich höher. Aufgrund des Erfolgs seiner Aktion gründete Harf zusammen mit dem behandelnden Arzt seiner Ehefrau, Gerhard Ehninger, am 28. Mai 1991 in Tübingen die DKMS als gemeinnützige Gesellschaft mbH. Mechtild Harf starb am 16. September 1991 an den Folgen ihrer Erkrankung.
Die DKMS ist eine von knapp 30 in Deutschland tätigen Organisationen zur Gewinnung und Vermittlung freiwilliger Stammzellspender. Die zentrale Verwaltung der Daten aller deutschen Dateien obliegt dem Zentralen Knochenmarkspender-Register Deutschlands (ZKRD) in Ulm, über das auch sämtliche Suchläufe für potenzielle Stammzellspender für Patienten mit einer Erkrankung des blutbildenden Systems in Deutschland abgewickelt werden.
Die DKMS organisiert in Zusammenarbeit mit lokalen Initiativgruppen und ehrenamtlich tätigen Einzelpersonen öffentliche Registrierungsaktionen und Online-Aktionen zur Neuaufnahme potenzieller Stammzellspender. Die Registrierung von Spendern wird darüber hinaus in Schulen, Universitäten, Vereinen, Verbänden und Unternehmen durchgeführt.
Mit dem look good feel better Programm der DKMS Deutschland werden seit 1995 kostenlose Kosmetikseminare für Krebspatientinnen angeboten, die jährlich von rund 10.000 Krebspatientinnen in Therapie in mehr als 1.500 Seminaren wahrgenommen werden. Jährlich erhält das look good feel better Programm mehr als 180.000 Produktspenden von Partnerunternehmen aus der Kosmetikbranche, die an die Patientinnen weitergeben werden. Zum 1. August 2024 ist die ehemalige DKMS LIFE gGmbH mit der DKMS Donor Center gGmbH verschmolzen und wird als Programm der DKMS weitergeführt.
Die DKMS Group gGmbH ist eine hundertprozentige Tochter der DKMS Stiftung Leben Spenden. Die Schwerpunkte der Stiftung sind die Förderung von wissenschaftlichen Projekten sowie Maßnahmen und Einrichtungen zur Verbesserung der Patientenbetreuung und -nachsorge. Sie stellt die Einhaltung des Gesellschaftszwecks sicher und fällt strategische Richtungsentscheidungen für die DKMS und ihre Tochterorganisationen. Die Stiftung vergibt den DKMS Mechtild Harf Wissenschaftspreis. Der mit 10.000 Euro dotierte Preis wird seit 2001 jährlich vergeben und würdigt die Arbeit und Forschung international anerkannter Mediziner auf dem Gebiet der Stammzelltransplantation. Darüber hinaus fördert die Stiftung Forschungsprojekte im Bereich der Blutkrebsforschung und vergibt im Rahmen des John Hansen Research Grant jährlich bis zu vier Stipendien von jeweils 240.000 Euro an Nachwuchswissenschaftler.
Bis einschließlich 2013 feierte die DKMS in Deutschland am 28. Mai den Tag der Lebensspende, der 2001 anlässlich des zehnjährigen Bestehens der DKMS ins Leben gerufen wurde, um auf die Wichtigkeit des Themas Blutkrebs hinzuweisen. Aufgrund der weltweiten Relevanz entstand daraus der World Blood Cancer Day als übergeordneter Tag für alle, die ihre Solidarität mit Blutkrebspatienten zeigen und sich engagieren wollen.
Zum 1. Juni 2023 erfolgte die Umfirmierung der DKMS gemeinnützige GmbH in die DKMS Group gGmbH und die Ausgliederung weiterer Geschäftsbereiche in die DKMS Donor Center gGmbH. Elke Neujahr ist seit 2019 globale CEO der DKMS mit ihren nationalen und internationalen Standorten und Vorsitzende der Geschäftsführung der DKMS Donor Center gGmbH. Vorsitzende des Stiftungsvorstandes der DKMS Stiftung Leben Spenden ist seit November 2021 Katharina Harf, die auch als globale Botschafterin der DKMS aktiv ist. Der Stiftungsrat setzt sich zusammen aus den Familienmitgliedern Peter Harf (Gründer) und seiner Tochter Viktoria von Wulffen, sowie Thomas Klingebiel, ehemaliger Direktor der Klinik für Kinder- und Jugendmedizin am Universitätsklinikum Frankfurt der Goethe-Universität. Der Beirat ist für die Wahl und Beratung der Mitglieder des Stiftungsvorstands zu verschiedenen Themen verantwortlich. Vorsitzender des Medizinischen Beirats der DKMS ist seit November 2021 der Mediziner und Wissenschaftler Marcel R.M. van den Brink.

## Kennzahlen
Bei der DKMS sind weltweit über 12,5 Millionen Menschen als potenzielle Knochenmark- und Stammzellspender registriert, davon über 7,8 Millionen in Deutschland. Bezogen auf den Anteil der in Deutschland lebenden Spender verfügt die DKMS über etwa 73 % aller in Deutschland typisierten Spender (ca. 10,1 Millionen, Stand Oktober 2021) und über etwa 28 % aller weltweiten Spender (ca. 41 Millionen, Stand Oktober 2021). Die DKMS ist damit die führende Stammzellspenderdatei weltweit.
Insgesamt wurden bis Dezember 2024 weltweit über 120.000 Knochenmark- bzw. Stammzellspenden von der DKMS vermittelt, davon mehr als 98.000 von DKMS Deutschland. Dem gegenüber stehen ca. 44.000 Blutkrebs-Neuerkrankungen in Deutschland pro Jahr.
Mittlerweile werden täglich weltweit durchschnittlich 25 Stammzelltransplantate von DKMS-Spendern an Patienten im In- und Ausland vermittelt, davon 18 von DKMS Deutschland.
2024 beschäftigten alle DKMS-Unternehmen zusammen weltweit mehr als 1.400 Mitarbeiter. Im Jahr 2024 konnte die DKMS in Deutschland rund 344.000 neue Stammzellspender aufnehmen und über 7.700 Stammzellspenden an Blutkrebspatienten vermitteln.

## Spenderrichtlinien
Als potenzielle Stammzellspender kommen für die DKMS alle Personen von 18 bis 60 Jahren in Frage (eine Registrierung als möglicher Spender ist ab 17 und bis 55 Jahre möglich), die keine Vorerkrankungen des blutbildenden Systems oder diverse andere gesundheitliche Probleme haben (u. a. viele Atemwegserkrankungen, jegliche Form von Krebs oder Dysfunktion einer oder mehrerer endokriner Drüsen). Ausgeschlossen sind außerdem Personen, die Medikamente einnehmen, welche unter die Ausschlusskriterien fallen.
Die Aufnahme in die Datei kann auf mehrere Arten erfolgen: Zum einen über eine Registrierung auf einer öffentlichen Aktion der DKMS. Hierbei wird ein Wangenschleimhautabstrich mithilfe von drei so genannten „Buccal Swabs“ (spezielle medizinische Wattestäbchen) gemacht, der dazu dient, die Gewebemerkmale (HLA-Merkmale) sowie weitere transplantationsrelevante Marker und Merkmale der jeweiligen Person zu bestimmen. Seit Oktober 2017 wird ausschließlich auf diesem Weg registriert und kein Blut mehr entnommen, um Aufwand für den Spender und Zeit bei der Typisierung zu sparen. Die daraus resultierenden Ergebnisse sind gleichwertig mit einer Blutabnahme. Des Weiteren kann man sich online bei der DKMS registrieren lassen und erhält darüber ein Registrierungsset zugesendet, mit dem die Registrierung von zu Hause aus vorgenommen werden kann.

## Finanzierung
Die DKMS erhielt in ihren ersten Jahren zusätzlich zu Geldspenden von Privatpersonen und Unternehmen eine Anschubfinanzierung durch die Deutsche Krebshilfe sowie das Bundesministerium für Gesundheit, die 1994 ausgelaufen ist. Seit Mitte 1994 ist die DKMS für den weiteren quantitativen Ausbau der Datei allein auf Spenden angewiesen.
Seitdem erhält die DKMS finanzielle Zuwendungen überwiegend in Form von Geldspenden von Privatpersonen und Unternehmen sowie durch Pauschalen der Gesundheitssysteme. Diese Gelder fließen zum Großteil in die Neuspenderregistrierung und die Aktualisierung des vorhandenen Datensatzes. Außerdem forscht die DKMS für die Verbesserung der Typisierungsqualität, um eine bessere Übereinstimmung von Spender und Patienten zu erreichen. International baut die DKMS zudem weitere Standorte auf, um die genetische Vielfalt abzubilden und schafft so weltweit Heilungsmöglichkeiten für Blutkrebspatienten.
Die DKMS lässt alle Spenderproben im DKMS Life Science Lab in Dresden typisieren, dem weltweit größten HLA-Typisierungslabor. Die Kosten einer Registrierung betrugen 1991 noch 600 DM (rd. 307 Euro). Pro Registrierung bittet die DKMS dank fortgeschrittener Labortechnik mittlerweile um eine Geldspende in Höhe von 50 Euro.  Die Kosten für die Ersttypisierung bei der Registrierung können die Spender selbst übernehmen, dies ist jedoch freiwillig. Aus diesem Grund können Paten die Kosten für Spendenwillige übernehmen, die diese nicht selber tragen möchten. Firmenaktionen werden von den Unternehmen im Rahmen einer Kostenübernahme finanziert. Alle weiterführenden Typisierungen zur Vorbereitung einer konkreten Stammzelltransplantation wurden von Anfang an durch die Krankenkassen finanziert, die seit 1995 auch die Mittel für den Dateibetrieb (Personal, EDV) zur Verfügung stellen.

## Wissenschaftliche Forschung
Um langfristig die Chancen auf eine erfolgreiche Behandlung von Blutkrebspatienten zu erhöhen, gründete die DKMS im April 2013 die Fachabteilung Clinical Trials Unit (CTU) in Dresden. Sie versteht sich als interdisziplinäres Netzwerk und arbeitet weltweit und im Verbund mit nationalen und internationalen Transplantationszentren und Forschergruppen an der Organisation und Durchführung richtungsweisender klinischer Studien.
Ziel der Clinical Trials Unit ist es, klinische Forschungsarbeiten auf dem Gebiet der Behandlung von Blutkrebs zu initiieren und zu unterstützen. Schwerpunkt der Forschung ist die allogene Blutstammzelltransplantation. Sie führt eigene klinische Studien durch, um die bestmögliche Behandlung für Patienten zu finden und Stammzelltransplantationen wirksamer zu machen. Außerdem fokussiert sie sich auf Forschungsprojekte zur Rolle der Natürlichen Killerzellen (NK-Zellimmunsystem) nach Stammzelltransplantationen.

## DKMS Group

### DKMS Life Science Lab
Die DKMS Life Science Lab gGmbH in Dresden ist eines der größten HLA-Typisierungslabore weltweit. Pro Jahr können hier bis zu 1,2 Millionen Spenderproben analysiert werden. Im DKMS Life Science Lab wird genetisches Material (DNA) von potenziellen Stammzellspendern aus Wangenabstrichen isoliert. In einem HLA-Typisierung genannten Prozess werden diese DNA-Proben analysiert, um das exakte genetische Profil der menschlichen Kompatibilitätsgene für jeden neu registrierten Spender zu bestimmen. Diese Profile sind die Grundlage, um passende Spender für Patienten zu finden, die eine Stammzelltransplantation benötigen. Nur eine weitgehende Übereinstimmung der HLA-Merkmale zwischen Spender und Patient minimiert das Risiko von Komplikationen nach der Transplantation. Im DKMS Life Science Lab kommen moderne biotechnologische Verfahren zum Einsatz. 2013 wurde eine neue Sequenziertechnologie, das NGS (Next-Generation-Sequencing-)Verfahren, für hochparallele Hochdurchsatztypisierung etabliert.

### DKMS Stem Cell Bank
Die DKMS gGmbH betreibt mit der DKMS Stem Cell Bank gGmbH eine Stammzellbank für die Herstellung, Einlagerung, und Abgabe von kryokonservierten peripheren Blutstammzellen nicht verwandter Spender. Die Präparate werden weltweit für Patienten mit einer Indikation für eine allogene Stammzelltransplantation zur Verfügung gestellt. Damit können Stammzellprodukte zukünftig schneller bereitgestellt werden.
Die DKMS Stem Cell Bank gGmbH mit Sitz in Dresden ist eine hundertprozentige Tochtergesellschaft der DKMS Group gGmbH, unter deren Dach auch die DKMS Nabelschnurblutbank betrieben wird. Deren Aufgabe ist es, Nabelschnurblutspenden für die Allgemeinheit zu sammeln, aufzuarbeiten, einzulagern und an Patienten zu vermitteln. Seit 1997 fördert die DKMS die Einlagerung von Nabelschnurblut, zunächst als Drittmittelprojekt am Universitätsklinikum Dresden.
Nabelschnurblutstammzellen werden aus dem Blut gewonnen, das sich nach der Abnabelung des Babys noch in der Nabelschnur und der Plazenta befindet. Das Nabelschnurblut enthält Stammzellen und ist somit neben dem Knochenmark und dem peripheren Blut (nach Stammzellmobilisierung) eine weitere Stammzellquelle.

### DKMS Registry
Die DKMS Registry gGmbH wurde 2020 als unabhängiges und internationales Tochterunternehmen gegründet, um den Suchprozess nach einem passenden Spender für Blutkrebspatienten weiter zu verbessern und zu beschleunigen. Damit macht die DKMS die Profile der Spender, deren Qualität und Informationsgehalt über den allgemeinen Standard hinausreicht, für die weltweite Suche vollständig sichtbar. Das ermöglicht es den Transplantationskliniken, genauer nach dem „genetischen Zwilling“ ihres Patienten zu suchen.
Organisationen wie das DKMS Registry verwalten Datenbanken, in denen alle registrierten potenziellen Stammzellspender weltweit mit ihren HLA-Merkmalen zu finden sind. Ihre Daten werden vorher pseudonymisiert, sodass Rückschlüsse auf ihre Person bei der Suche nicht möglich sind. Die behandelnden Ärzte der Transplantationskliniken können mithilfe der meist nationalen Stammzellspenderregister, die untereinander weltweit vernetzt sind, nach einem passenden Spender für ihren Patienten suchen.

### DKMS Collection Center
Die DKMS Collection Center gGmbH ist eines der sogenannten Entnahmezentren, in denen die Stammzellspende stattfindet. Die Stammzellen der Spenderin oder des Spenders werden dort entweder ambulant (periphere Spende) oder mit einem kleinen operativen Eingriff (Knochenmarkentnahme) entnommen.
Am Standort Dresden hat das DKMS Collection Center zum 1. April 2023 als gemeinnützige GmbH seine Arbeit aufgenommen. Möglich wurde dies durch eine Ausgliederung von Teilen des Cellex Collection Centers Dresden auf die DKMS. Am 1. August 2023 folgte das Entnahmezentrum in Köln.

### Internationale Niederlassungen
Im Jahr 2004 begann die DKMS Gruppe, international zu expandieren. Zunächst entstand eine Tochtergesellschaft in den USA, 2009 folgte Polen, 2011 Spanien (bis 2018), 2013 Großbritannien und 2018 Chile. Seit 2019 ist die DKMS in Indien und seit 2020 in Afrika aktiv.
Mit ihrem globalen Engagement verfolgt die DKMS das Ziel, die Situation für Blutkrebspatienten auf der Welt zu verbessern, indem möglichst viele Menschen mit unterschiedlichen HLA-Merkmalen als Spender zur Verfügung stehen.
75 Prozent der Entnahmen von DKMS-Spendern in Deutschland gehen ins Ausland. Damit versorgt die DKMS Patienten aus 56 Ländern an rund 600 Kliniken mit Stammzelltransplantaten. Heute sind 27 Prozent der weltweit gelisteten Spender bei der DKMS registriert, 35 Prozent der weltweiten Stammzellentnahmen werden durch DKMS-Spender ermöglicht.

## Kritik
In Spanien wird die DKMS wegen der Höhe der Kosten, die sie für die Knochenmarkspende in Rechnung stellt, kritisiert. Mit rund 14.500 Euro verlangt sie etwa 6.000 Euro mehr als die Fundación Carreras. Im Januar 2012 verbot das spanische Gesundheitsministerium der erst im Monat zuvor in Spanien tätig gewordenen DKMS, weiter für Knochenmarkspenden zu werben, da sie nicht über die vorgeschriebenen Genehmigungen verfüge und somit illegal arbeite. Die DKMS wies diese Vorwürfe zurück und betonte, ihre Tätigkeit in Spanien sei durch europäisches und spanisches Recht gedeckt. Außerdem seien die Preise für den grenzüberschreitenden Versand von Transplantaten in beide Richtungen vergleichbar hoch. Spanien hat die Arbeit der DKMS in Spanien durch eine Gesetzesänderung stark eingeschränkt. Im Februar 2018 begann die Auflösung der Fundación DKMS España, da es nach eigenen Angaben in den vergangenen sieben Jahren nicht gelungen ist, in Spanien ein Knochenmarkspenderzentrum zu etablieren.